# Río Becedas
El río Becedas es un curso de agua del interior de la península ibérica, afluente de segundo orden del Cofio. Discurre por la provincia española de Ávila.

## Descripción
Se trata de un río que discurre por la provincia española de Ávila, por los términos de Navalperal de Pinares, El Hoyo de Pinares y Cebreros, hasta desembocar según el Madoz en el río Cofio. Aparece descrito en el cuarto volumen del Diccionario geográfico-estadístico-histórico de España y sus posesiones de Ultramar de Pascual Madoz, bajo la denominación «Beceas», de la siguiente manera:

BECEAS: r. de la prov. de Avila; part. jud. de Cebreros: nace en las faldas meridionales del puerto llamado del descargadero, cruza parte del térm. de Navalperal, el del Hoyo, el de Cebreros, y marchando al S. por el real patrimonio del Quejijgar, concluye en el r. Cofio despues de haber recojido las aguas del llamado Sotillo y otros arroyuelos de corta consideracion: tiene 4 puentes: el 1.º de cal y canto de solo un ojo llamado Majalapuente, en térm. de la v. del Hoyo; el 2.º en el mismo térm., de igual fáb. y construccion, para la comunicacion con la v. de Cebreros que se edificó en 1844; el 3.º llamado de San Marcos, de igual fáb. que los anteriores, y el 4.º del Chaparral, con 3 ojos, de los cuales son de piedra sillar las cepas y lo demas de madera, ambos en el térm. de Cebreros: es r. poco caudaloso, pierde su corriente en el verano, cria alguna pesca comun y anguilas, riega algunos linares y da movimiento á 3 molinos harineros en térm. de la v. del Hoyo.
(Madoz, 1846, pp. 98-99)

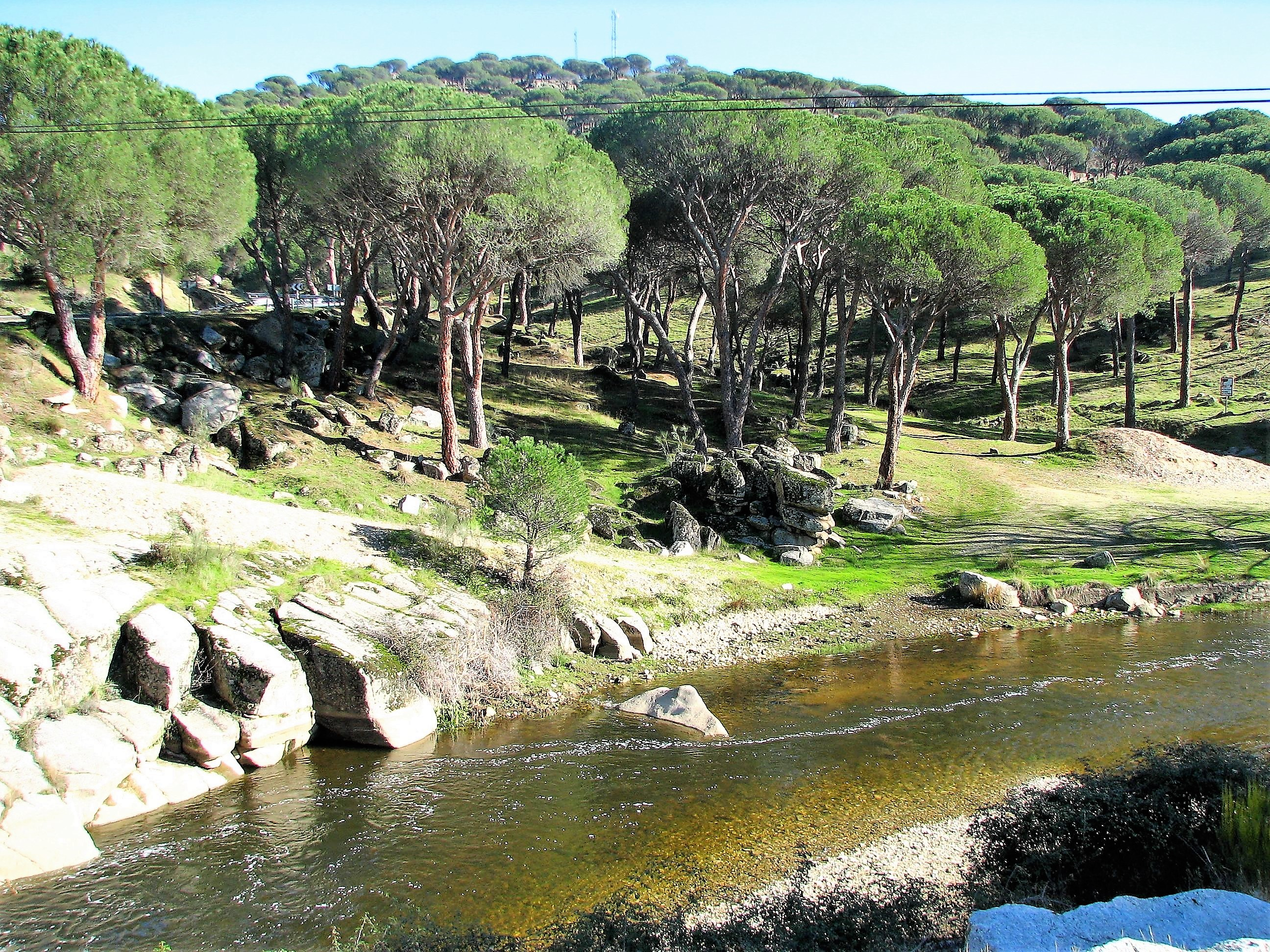
Pinares junto al río

Perteneciente a la cuenca hidrográfica del Tajo, sus aguas terminan en último término vertidas en el océano Atlántico. 